# Hocus Pocus (filme)
Hocus Pocus (prt: Três Bruxas Loucas; bra: Abracadabra), é um filme do gênero fantasia lançado pela Disney em 1993 e dirigido por Kenny Ortega.
O filme teve seu início como um filme especial para o Disney Channel, a ser produzido em um dos menores estúdios da The Walt Disney Company, porém, o roteiro chamou a atenção da Walt Disney Studios, que chegou à conclusão de que o filme era forte o bastante para atrair um público de cinema.

## Sinopse
Em 1693, na cidade de Salem, três irmãs bruxas chamadas Winifred "Winnie", Mary e Sarah Sanderson atraem a garotinha Emily Binx até sua casa na floresta, através da melodia hipnotizante de Sarah; na cabana, Winnie e Mary preparavam a poção mágica que seria utilizada para tornar possível a extração da força vital da menina. O irmão mais velho de Emilly, Thackery, tenta salvá-la mas é paralisado, ficando impossibilitado de parar o processo que culmina com a morte dela. Enquanto as irmãs se alegram por haverem se tornado mais jovens e planejam tomar a vida de todas as demais crianças de Salem, Thackery as insulta afirmando que nem todas as crianças do mundo as farão belas. Isso irrita Winnie, que o transforma num gato preto, amaldiçoando-o com a imortalidade, forçando a carregar a culpa pela morte de Emilly por toda a eternidade. Logo após isso, os aldeões que procuravam Emilly chegam à casa das Irmãs Sanderson e as bruxas são julgadas por feitiçaria e sentenciadas à morte por enforcamento. Contudo, antes do cadafalso ser aberto, Winifred lança uma maldição que as elevaria dentre os mortos, quando alguém virgem acendesse a vela da chama negra na noite de todos os santos. Incapaz de regressar à sua família, Thackery decide dedicar sua vida imortal à guarda da casa das Sanderson, visando impedir que alguém acendesse a vela.
Trezentos anos depois, em 1993, o adolescente Max Dennison se muda de Los Angeles para Salém junto de seus pais e sua irmã mais nova, Dani. Max se apaixona por Allisson, uma jovem que possui grande conhecimento sobre a história das irmãs Sanderson. Na noite do dia das bruxas, Max, Allisson e Dani resolvem invadir a antiga casa das irmãs. Max acaba acendendo a vela da chama negra fazendo com que as bruxas voltem da morte. As três tentam capturar Dani, mas Max consegue salva-la, levando consigo o livro de feitiços de Winifred sob conselho de Thackery (apelidado por eles de "Binx"). As crianças seguem até um cemitério onde o garoto explica seu passado. As bruxas aparecem de repente em suas vassouras e invocam o cadáver de Billy Butcherson, um ex-amante de Winnie que teve sua boca costurada por ela após ser flagrado "se divertindo" com Sarah. Billy persegue as crianças através de alguns esgotos até as ruas de Salém. Enquanto isso, as bruxas exploram o novo mundo, reconhecendo que elas só têm até o nascer do sol para absorverem a força vital de todas as crianças de Salém, ou senão, irão morrer novamente. As três andam em um ônibus que vagueia por uma rua cheia de crianças comemorando o dia das bruxas, indo parar na casa de um homem vestido de diabo, mas são expulsas por sua esposa que elas confundem com Medusa. Ambas as partes, acabam em um salão de dança onde Winnie e as irmãs sobem ao palco com a canção I Put Spell On You, um dos pontos mais altos do filme, condenando todos os adultos que as ouvem, incluindo os pais de Max e Dani, a dançarem até a morte.
As crianças conseguem prender as bruxas dentro de um forno da escola, porém estas conseguem escapar. Max e Allison resolvem abrir o livro de feitiços para encontrar uma maneira de fazer Thackery voltar a ser humano. Mas isso faz com que o livro envie um sinal de luz às irmãs Sanderson em direção à casa de Max. Chegando lá, elas sequestram Dani e Thackery e recuperam o livro.
Max e Allison vão salvar Dani e Binx. Winnie persegue-os para se vingar. No cemitério, as crianças encontram Billy, que acaba se aliando com elas para derrotarem as irmãs. As bruxas aparecem e lutam contra todos em suas vassouras. Dani é capturada novamente, porém Max consegue a bebida utilizada para sugar a força vital das crinças e se oferece no lugar de sua irmã. Winnie lhe aceita e tenta sugar sua vida, mas acaba caindo no solo consagrado do cemitério e é transformada em pedra. Com o nascer do sol, Mary, Sarah e Winifred (transformada em pedra) viram poeira. Logo, a maldição de Binx termina fazendo-o morrer, Billy retorna ao seu túmulo e os pais de Max e Dani, e todos os outros adultos presentes no baile, finalmente param de dançar. Thackery Binx, mais uma vez em forma humana, junta-se à  sua irmã Emilly e despede-se de todos.

## Elenco
- Bette Midler (Winifred "Winnie" Sanderson)
- Kathy Najimy (Mary Sanderson)
- Sarah Jessica Parker (Sarah Sanderson)
- Omri Katz (Max Dennison)
- Thora Birch (Dani Dennison)
- Vinessa Shaw (Allison)
- Amanda Shepherd (Emily Binx)
- Larry Bagby (Ernie)
- Tobias Jelinek (Jay)
- Stephanie Faracy (Jenny Dennison)
- Charles Rocket (Dave Dennison)
- Doug Jones (Billy Butcherson)
- Sean Murray (Thackery Binx)
- Steve Voboril (Elijah)
- Norbert Weisser (Pai de Thackery)
- Kathleen Freeman (Srta. Olin)
- Garry Marshall (Mestre)
- Penny Marshall (Esposa do Mestre)

## Prêmios e indicações
| Ano  | Prêmio              | Categoria                                                               | Resultado |
| ---- | ------------------- | ----------------------------------------------------------------------- | --------- |
| 1994 | Saturn Awards       | Melhor Atriz — Bette Midler                                             | Indicado  |
| 1994 | Saturn Awards       | Melhor Atriz Coadjuvante — Kathy Najimy                                 | Indicado  |
| 1994 | Saturn Awards       | Melhor Atriz Coadjuvante — Sarah Jessica Parker                         | Indicado  |
| 1994 | Saturn Awards       | Melhor Filme de Fantasia                                                | Indicado  |
| 1994 | Saturn Awards       | Melhor Efeitos Especiais                                                | Indicado  |
| 1994 | Saturn Awards       | Melhor Figurino                                                         | Venceu    |
| 1994 | Young Artist Awards | Melhor Atriz Jovem protagonista em um Filme de Comédia — Thora Birch    | Venceu    |
| 1994 | Young Artist Awards | Melhor Atriz Jovem protagonista em um Filme de Comédia — Vinessa Shaw   | Indicado  |
| 1994 | Young Artist Awards | Melhor Ator Jovem protagonista em um Filme de Comédia — Omri Katz       | Indicado  |
| 1994 | Young Artist Awards | Melhor Ator Jovem protagonista em um Filme de Comédia — Sean Murray     | Indicado  |
| 1994 | Young Artist Awards | Melhor Ator Jovem em um Papel de Dublagem - TV ou Movie — Jason Marsden | Indicado  |

## Sequência
A produção de Hocus Pocus 2 foi confirmada em 2020 para lançamento no streaming Disney+ em 2022. Bette Midler, Sarah Jessica Parker e Kathy Najimy foram confirmadas na sequência reprisando seus papéis no filme original.